# 瑕丘江公
江公（?—?），《史记》作江生，西汉学者，瑕丘人，申公传授给他《谷梁春秋》、《诗经》。汉武帝时，与董仲舒并称，因为口吃，所以议论不如董仲舒，于是《公羊春秋》盛行、《谷梁春秋》衰微。他授徒荣广、皓星公。

## 延伸阅读
[在维基数据编辑]
 《史記/卷121》，出自司馬遷《史記》